# 国民议会 (摩纳哥)
国民议会（法语：Conseil National）是摩纳哥的一院制国家立法机关。国民议会由24名议员组成，由直接普选产生，任期5年。年满18周岁的摩纳哥公民有选举权。年满25周岁的摩纳哥公民均可当选国民议会议员。